# Vasja Pirc
Vasja Pirc (19 de desembre de 1907 – 2 de juny de 1980) fou un jugador d'escacs eslovè, que tingué el títol de Gran Mestre des de 1953. Va ser un dels millors escaquistes iugoslaus dels anys 1930. Fou conegut especialment com a creador de la defensa Pirc, una obertura hipermoderna.
|  |

## Biografia i títols
Va néixer a Idrija, llavors part de l'Imperi Austrohongarès, però jugà la major part de la seva carrera sota bandera iugoslava. Va morir a Ljubljana, actualment la capital d'Eslovènia, però llavors encara dins la República Federal Socialista de Iugoslàvia.
Va ser premiat amb el títol de Mestre Internacional (MI) el 1950, i va guanyar el de Gran Mestre el 1953, quan ja tenia 46 anys. Obtingué, a més, el títol d'Àrbitre Internacional el 1973.

## Resultats destacats en competició
Pirc fou cinc cops Campió de Iugoslàvia, els anys 1935 (amb Borislav Kostić), 1936, 1937, 1948 (ex aequo amb Svetozar Gligorić), i 1953, en una època en què Iugoslàvia era un dels màxims exponents dels escacs mundials.
Els seus millors èxits esportius els va obtenir en la dècada dels anys 30 del segle xx. Va quedar segon a Budapest el 1934, per darrere d'Andor Lilienthal i per davant de Salo Flohr. Va ser primer a Novi Sad 1936 i a Lodz 1938. Va empatar una matx amb Max Euwe (+2 -2 = 6) el 1948.
El 1954 empatà al primer lloc ex aequo amb Hans Bouwmeester al torneig Hoogovens Beverwijk.

### Participació en olimpíades d'escacs
Va participar, representant Iugoslàvia, en sis Olimpíades d'escacs entre 1931 i 1954 (amb un total de 51 punts de 86 partides, un 59,3%). A les edicions de 1950 i 1952 hi participà com a MI, i a la de 1954 com a GM. Va obtenir-hi un total de quatre medalles: medalla d'argent individual (1931), medalla d'or per equips el 1950, i medalla de bronze per equips el 1952 i 1954.
| Any  | Olimpíada     | Ciutat    | Tauler | Partides | Guanyades | Taules | Perdudes | %     | Posició indiv.   | Posició equip     |
| ---- | ------------- | --------- | ------ | -------- | --------- | ------ | -------- | ----- | ---------------- | ----------------- |
| 1931 | IV Olimpíada  | Praga     | 4t     | 17       | 10        | 5      | 2        | 73,5% | Medalla de plata | 4                 |
| 1935 | VI Olimpíada  | Varsòvia  | 2n     | 15       | 4         | 6      | 5        | 46,7% | 12               | 6                 |
| 1937 | VII Olimpíada | Estocolm  | 1r     | 17       | 3         | 12     | 2        | 52,9% | 10               | 9                 |
| 1950 | IX Olimpíada  | Dubrovnik | 2n     | 14       | 7         | 5      | 2        | 67,9% | 4                | Medalla d'or      |
| 1952 | X Olimpíada   | Hèlsinki  | 4t     | 10       | 2         | 7      | 1        | 55,0% | 8                | Medalla de bronze |
| 1954 | XI Olimpíada  | Amsterdam | 1r     | 13       | 3         | 9      | 1        | 57,7% | 10               | Medalla de bronze |

## Contribucions a la teoria dels escacs
A més de gran jugador, en Pirc va destacar en la faceta pedagògica. Els seus manuals van ser estudiats per diverses de les generacions d'escaquistes que el van seguir.
Vasja Pirc és famós, sobretot, en el camp de la teoria d'obertures com a desenvolupador d'un nou sistema de defensa, la defensa Pirc. La idea havia estat assajada abans per Ludwig Paulsen, però era considerada una defensa inferior. Pirc hi incorporà noves idees, i la va revitalitzar, gràcies als principis de l'Escola Hipermoderna.

## Partida destacada
Malgrat que Pirc va tenir un marcador global desfavorable contra Aleksandr Alekhin, el va guanyar amb negres a Ljubljana el 1930, en una partida a ritme ràpid:
1. d4 e6 2. c4 Cf6 3. Cc3 Ab4 4. Ad2 b6 5. f3 Axc3 6. Axc3 d5 7. e3 O-O 8. Ad3 c5 9. Ce2 Cc6 10. O-O Ab7 11. Da4 Dd7 12. Dc2 Cb4 13. Axb4 cxb4 14. b3 Tac8 15. e4 h6 16. e5 dxc4 17. bxc4 Cd5 18. Dd2 Cc3 19. Tae1 Tfd8 20. d5 exd5 21. c5 Txc5 22. Cd4 Ac8 23. e6 Dc7 24. exf7+ Rxf7 25. f4 Ce4 26. Db2 Tc3 27. Cf3 Rg8 28. Ce5 Dc5+ 29. Rh1 Dd4 30. De2 Af5 31. g4 Cg3+ 32. hxg3 Axd3 33. Cxd3 Txd3 34. Td1 De4+ 35. Dg2 Tc8 36. Txd3 Dxd3 37. Tf2 Tc1+ 38. Rh2 a5 39. Td2 De4 40. Dxe4 dxe4 41. Rg2 a4 42. Td4 Tc2+ 43. Rf1 Txa2 44. Txb4 e3 45. Txb6 e2+ 46. Rf2 a3 47. Ta6 Ta1 48. Rxe2 a2 0-1